# Last Pizza Slice
Last Pizza Slice, también conocida simplemente como LPS, es una banda eslovena. Representaron a Eslovenia en el Festival de la Canción de Eurovisión 2022 con su sencillo "Disko".

## Carrera profesional
La banda se formó en diciembre de 2018 en el aula de música de la Escuela Celje-Center.

### 2022:Festival de la Canción de Eurovisión 2022
La radiodifusora pública eslovena, Radiotelevizija Slovenija, anunció el 26 de noviembre de 2021 que Last Pizza Slice había sido seleccionado como uno de los 24 participantes del Evrovizijska Melodia (EMA) para optar a representar a Eslovenia en el Festival de la Canción de Eurovisión 2022. La banda ganó el tercer duelo del certamen, superando a la canción "Magnum opus" de Neli Jerot para pasar a la ronda final. Last Pizza Slice también ganó la final y, como resultado, representaron a Eslovenia en el Festival de la Canción de Eurovisión 2022, consiguiendo la última posición general en el concurso.

## Miembros
- Filip Vidušin – voz
- Gašper Hlupič – batería
- Mark Semeja – guitarra eléctrica
- Zala Velenšek – bajo, saxofón tenor y alto
- Žiga Žvižej – teclado electrónico

## Discografía

### EP
- 2021: Live from Šiška

### Sencillos
- 2022: Silence in My Head
- 2022: Disko